# Pronocera angusta
Pronocera angusta là một loài bọ cánh cứng trong họ Cerambycidae.